# Glyphostoma bertiniana
Glyphostoma bertiniana is een slakkensoort uit de familie van de Clathurellidae. De wetenschappelijke naam van de soort is voor het eerst geldig gepubliceerd in 1878 door Tapparone-Canefri.